# Haliclona sortitio
Haliclona sortitio är en svampdjursart som beskrevs av Kazuo Hoshino 1981. Haliclona sortitio ingår i släktet Haliclona och familjen Chalinidae. Inga underarter finns listade i Catalogue of Life.